# Aeroscraft
Aeroscraft ist der Name eines Transportluftschiff-Projekts des US-amerikanischen Unternehmens Aeros Corporation.

## Beschreibung
Das Projekt geht auf eine mittlerweile eingestellte Forschungsförderung der DARPA zurück, die mit dem Walrus-HULA-Vorhaben die Entwicklung und Produktion von Hybridluftschiffen fördern wollte, die bis zu 1.000 Tonnen Ladung über bis zu 22.000 km transportieren sollten.
Die Aeros Corporation setzte nach dem Auslaufen der Förderung ihr Aeroscraft-Projekt fort. Zunächst geplant ist der Bau eines als ML866 bezeichneten Modells, das 20 Tonnen Ladungskapazität bieten soll.
Darüber hinaus sollen zukünftige Versionen (ML868 sowie ML86X) bis zu 60 oder 500 Tonnen Ladung transportieren können.
2012 hat das Unternehmen einen verkleinerten Prototypen fertiggestellt. Alle Aeroscraft-Luftschiffe sind als Starrluftschiffe konzipiert; sie haben innen ein Traggerüst aus kohlenstofffaserverstärktem Kunststoff und Aluminium. Aeros wählte einen technisch anderen Weg als das Unternehmen Cargolifter AG, das einen ähnlichen Geschäftszweck verfolgte, jedoch im Jahr 2002 Insolvenz anmelden musste.

## Geschichte
Erste Pläne, ein Luftschiff zum Transport von Lasten zu konstruieren, verfolgte der Aeros-Corporation-Gründer Igor Pasternak bereits im Jahr 1989.
Basis für das Projekt war eine von der DARPA finanzierte Studie, wie auch für das Lockheed Martin P-791.
Der Öffentlichkeit wurde das ML866-Projekt im Jahr 2007 auf der 60. Jahrestagung der National Business Aviation Association in Atlanta vorgestellt. Präsentiert wurde dort insbesondere ein Modell im Maßstab 1:48.
Einen wichtigen Meilenstein in der Entwicklung erreichte das Unternehmen im April 2008, als die US-amerikanische Luftfahrtbehörde FAA die Typenzertifizierung für das Luftschiff durchführte.

## Aeroscraft-Prototyp N866 HL
Aeros hat mit einer Rapid-Prototyping-Abteilung des US-amerikanischen Verteidigungsministeriums einen Vertrag über Bau und Test eines verkleinerten Prototyps des Aeroscraft geschlossen. Die Bauzeit dieses Prototyps, der von NASA und DARPA mit 42,4 Mio. Dollar mitfinanziert wurde, betrug rund vier Jahre.
Im Zuge dessen wurde ein rund 70 Meter langer und 16 Tonnen schwerer Prototyp namens Pelican konstruiert. Das Pentagon definierte in dem Vertrag vier grundlegende Kriterien, welche das Luftschiff zu erfüllen habe:
- von einer Bodencrew unabhängiges Manövrieren des Luftschiffs am Boden,
- Durchführung eines vertikalen Startvorgangs,
- Nutzlastabladung ohne die gleichzeitige Aufnahme eines Gegenballastes,
- diverse Tests mit dem Hüllenmaterial des Luftschiffs.[11]

Insbesondere das Abladen der Nutzlast ohne die gleichzeitige Aufnahme eines Gegenballastes ist eine sehr anspruchsvolle Aufgabe, die in der Luftschifffahrtsgeschichte noch nicht durchgeführt worden ist. Bei dem Abladen von Last aus einem Luftschiff ergibt sich das Problem, dass das Luftschiff bei gleichbleibendem Auftrieb ohne die vorher getragene Last viel leichter ist. Da ein Luftschiff jederzeit ausgeglichen schweben soll, ist das Entladen von Last bisher nur bei der gleichzeitigen Aufnahme eines Gegengewichts in gleicher Höhe möglich. Anderenfalls würde das Luftschiff unkontrolliert an Höhe gewinnen.
In herkömmlichen Luftschiffen wurde dieser Auftriebsausgleich über eine Ballastwassergewinnungsanlage realisiert, wobei sich diese Anlagen jedoch in der Praxis zumeist nicht als praktikabel erwiesen haben. Auch die Cargolifter AG stand bei ihrer Entwicklung des Cargolifter-CL160-Luftschiffs vor diesem Problem, kam jedoch nicht über erste technische Grundideen zur Lösung des Problems hinaus.
Aeros hat zur Lösung des Problems des Auftriebsausgleichs ein neuartiges Verfahren namens Rigid-Aeroshell, Variable-Buoyancy (RAVB) (deutsch Starre Hülle, variabler Auftrieb) entwickelt. Hierbei wird mit einer Pumpe im Luftschiff das Traggas Helium aus den Traggaszellen in unter Druck stehende Behälter aus Kompositmaterial gepumpt oder aus diesen in die Traggaszellen abgelassen, je nachdem, wie viel Auftrieb das Luftschiff generieren soll. Indem das Helium komprimiert wird, verliert das Luftschiff an statischem Auftrieb und sinkt. Hierdurch wird der Landevorgang eingeleitet, sodass Nutzlast am Boden aufgenommen oder abgeladen werden könnte. Wenn hingegen das komprimierte Helium zurück in die Traggaszellen entspannt wird, gewinnt das Luftschiff an Auftrieb, das heißt, es wird leichter als die von ihm verdrängte Luft und steigt.
Der Prototyp der Aeroscraft-Luftschiffbaureihe wurde kurz vor Weihnachten 2012 fertiggestellt und absolviert seitdem erste Rollversuche innerhalb des unternehmenseigenen Holz-Luftschiffhangars. Videos von diesen Versuchen sind seitdem im Internet einzusehen.
Die erste durch das Pentagon vorgegebene zentrale Aufgabenstellung, autonome Manöver am Boden, wurde mittlerweile durch das Unternehmen erfüllt und erfolgreich getestet. Auch ein erstes Abheben und Schweben des Luftschiffs innerhalb des Hangars konnte Mitte Januar 2013 mehrfach erfolgreich getestet werden.
Die anstehenden weiteren Tests werden weiterhin ausschließlich innerhalb des Luftschiffhangars stattfinden. Dabei ist vorgesehen, das Luftschiff nicht mehr als 10 bis 15 Fuß (etwa 3,0 bis 4,5 Meter) vom Boden abheben zu lassen.